# Deileptenia molteri
Deileptenia molteri là một loài bướm đêm trong họ Geometridae.